# Aikoku Sentai Dai Nippon
Aikoku Sentai Dai Nippon (愛國戰隊大日本, littéralement Dai Nippon, l'escadron patriote) est un sentai amateur japonais produit en 1981.

## Synopsis
L'empire Red Bear, gouverné par le malfaisant Death Kremlin, entend conquérir la Terre. Mais la réalisation de cet exécrable dessein est entravée par les vaillants Dai Nippon.

## Personnages

### Dai Nippon
- Takeshi Jinbû (神風 猛, Jinbū Takeshi?) / Ai Kamikaze (アイ・カミカゼ, Ai Kamikaze?) :
- Danji Kiribara (切原 弾児, Kiribara Danji?) / Ai Harakiri (アイ・ハラキリ, Ai Harakiri?) :
- Nikuo Shirataki (白滝 肉男, Shirataki Nikuo?) / Ai Sukiyaki (アイ・スキヤキ, Ai Sukiyaki?) :
- Yuki Maiko (舞子 ユキ, Maiko Yuki?) / Ai Geisha (アイ・ゲイシャ, Ai Geisha?) :
- Ageru Koromo (衣 あげる, Koromo Ageru?) / Ai Tenpura (アイ・テンプラ, Ai Tenpura?) :
- Tsukuru Itamae (板前 造, Itamae Tsukuru?) / Ai Osashimi (アイ・オサシミ, Ai Osashimi?) :
- Tosshinta Todoroki (轟突 進太, Todoroki Tosshinta?) / Ai Totsugeki (アイ・トツゲキ, Ai Totsugeki?) :

### Empire Red Bear
L'empire Red Bear

## Distribution
Les héros
- Takeshi Jinbû / Ai Kamikaze
- anji Kiribara / Ai Harakiri
- Nikuo Shirataki / Ai Sukiyaki
- Yuki Maiko / Ai Geisha
- Ageru Koromo / Ai Tenpura
- Tsukuru Itamae / Ai Osashimi
- Tosshinta Todoroki / Ai Totsugeki

Soutien
L'empire Red Bear
- Death Kremlin
- Zuki

- Hideaki Anno : Narrateur

## Autour de la série
- Les noms de l'empire et de son dirigeant sont un clin d'œil au fait qu'à la base du projet, l'histoire de Dai Nippon est une parabole de la guerre russo-japonaise.
- Ce court métrage a influencé la création du premier sentai français, France Five, comportant six épisodes sortis entre 2000 et 2013 et réalisés par Alex Pilot, actuel directeur des programmes de la chaîne de télévision Nolife.